# Alexander Deisenroth
Alexander Deisenroth, född 1915 i Fulda, död 1996, var en tysk konstnär. 
Deisenroth har i Sverige ställt ut tillsammans med Carl Palme på Galerie Æsthetica i Stockholm och tillsammans med Leo Janis på Nynäshamns folkskola. Hans konst består av stiliserade akvareller från Norrland och Nordnorge.